# Cercopimorpha homopteridia
Cercopimorpha homopteridia är en fjärilsart som beskrevs av Butler 1876. Cercopimorpha homopteridia ingår i släktet Cercopimorpha och familjen björnspinnare. Inga underarter finns listade i Catalogue of Life.